# Teme Sejko

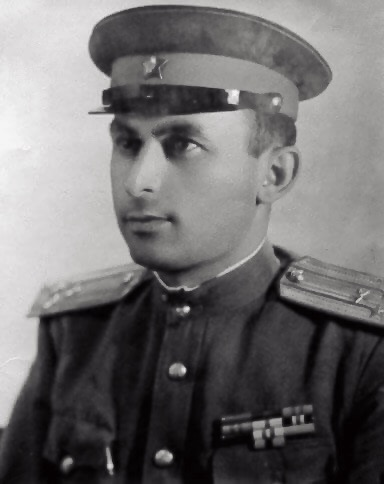
Teme Sejko (1948)

Teme Sejko (* 25. August 1922 in Konispol; † 31. Mai 1961 in Tirana) war ein albanischer Konteradmiral und Politiker der Partei der Arbeit Albaniens PPSh (Partia e Punës e Shqipërisë), der unter anderem zwischen 1958 und 1960 Kommandeur der Marine der Sozialistischen Volksrepublik Albanien und des Marinestützpunktes Durrës war. 1961 wurde er hingerichtet, weil er angeblich eine pro-sowjetischen Gruppe anführte, die einen Staatsstreich gegen Enver Hoxha plante, indem sie die albanische Marine an die Sechste Flotte der Vereinigten Staaten (United States Sixth Fleet) verkaufen wollte.

## Leben

### Herkunft, Konteradmiral und Kommandeur der Marine
Teme Sejko stammt aus einer aus Filiates kommenden Familie und war eines von fünf Kindern des Gutsbesitzers Mehmet Sejko sowie der Hausfrau Shyqëranie Taka, deren Onkel Alush Taka 1920 einer der Anführer des Vlora-Aufstandes gegen die italienische Besatzungsmacht war. Nach dem Besuch von Schulen in Tirana, Saranda und Shkodra absolvierte er eine Offiziersausbildung an der Militärakademie des Generalstabes der Roten Armee „K. J. Woroschilow“ in Moskau. Nach seiner Rückkehr nach Albanien wurde er 1943 als Vertreter der Antifaschistischen Nationalen Befreiungsbewegung LANÇ (Lëvizja Antifashiste Nacional-Çlirimtare) in seine Geburtsstadt Konispol entsandt, wo er zu den Gründungsmitgliedern des Çamëria-Bataillons gehörte.
Nach der Gründung der Sozialistischen Volksrepublik Albanien (Republika Popullore Socialiste e Shqipërisë) und dem Ende des Zweiten Weltkrieges übernahm Sejko innerhalb der Marine (Forcat Detare Shqiptare) zahlreiche Führungsfunktionen. Nachdem sich Albanien 1948 von der Sozialistischen Föderativen Republik Jugoslawien (SFRJ) abgewandt hatte und zunehmend eine Anlehnung an die Sowjetunion erfolgt war, war er als Kapitän zur See (Kapiten Rangut I) für Spionagemaßnahmen gegen die SFRJ zuständig. Bei den Wahlen am 28. Mai 1950 wurde er zum Mitglied der Volksversammlung (Kuvendi Popullor) gewählt und gehörte dieser während der zweiten Legislaturperiode vom 28. Juni 1950 bis zum 14. April 1954 an. Am 17. Januar 1958 wurde er zum Konteradmiral (Kundëradmiral) befördert und übernahm als Nachfolger von Konteradmiral Abdi Mati die Posten als Kommandeur der Marine der Sozialistischen Volksrepublik Albanien und des Marinestützpunktes Durrës.

### Entmachtung, Verurteilung zum Tode und Folter
Im Juli 1960 wurde er von der Direktion der Staatssicherheit (Drejtoria e Sigurimit të Shtetit), der Geheimpolizei Sigurimi, festgenommen, weil er angeblich der Anführer einer pro-sowjetischen Gruppe war, die einen Staatsstreich gegen Enver Hoxha plante, indem sie die albanische Marine an die Sechste Flotte der Vereinigten Staaten (United States Sixth Fleet) verkaufen wollte. Sein Nachfolger als Kommandeur der Marine wurde daraufhin im September 1960 zunächst Konteradmiral Hito Çako, ehe von September 1961 bis September 1973 wieder Konteradmiral Abdi Mati Kommandeur der Marine war. Sejko wurde zusammen mit sechs weiteren Militärkommandanten wie Generalmajor Halim Dshello sowie seinem Bruder und ehemaligen Chefredakteur der Parteizeitung Zëri i Popullit, Taho Sejko, ZK-Sekretärin Liri Belishova und Tahir Demi, Parteisekretär von Elbasan und ehemaliger Vertreter Albaniens beim Rat für gegenseitige Wirtschaftshilfe (RGW), festgenommen. Er gestand unter Folter, dass er ein Agent Jugoslawiens, Griechenlands und Italiens sowie anderer imperialistischer Staaten sei und versucht hätte, die Volksmacht zu stürzen. Sie wurden im Mai 1961 vor Gericht gestellt und verurteilt. Teme Sejko wurde nach dem Prozess zusammen mit drei weiteren hochrangigen Mitgliedern der albanischen Armee und der Partei der Arbeit Albaniens, Tahir Demi, Abdyl Resuli und Hajri Mane, am 31. Mai 1961 zum Tode verurteilt. Die vier anderen Kommandeure erhielten Haftstrafen von 15 Jahren bis zu lebenslanger Haft.

### Aufdeckung der wahren Todesumstände 1983
Hoxha behauptete auf einem Plenum des ZK der Partei der Arbeit Albaniens PPSh (Partia e Punës e Shqipërisë) laut der Zeitung Gazeta Shqiptare 1982, die Teme Sejko-Affäre sei das Werk des ehemaligen Innenministers und vorherigen Verteidigungsministers Kadri Hazbiu sowie des 1981 ermordeten Ministerpräsidenten Mehmet Shehu gewesen, und er gab an, nichts von der Einmischung der Sowjetunion gewusst zu haben. Allerdings erfolgte dadurch keine nachträgliche Rehabilitierung, sondern einfach eine Veränderung des Feindbildes. Nicht den „amerikanischen, jugoslawischen und griechischen Revionisten“, wie es noch in den 1960er Jahren geheißen hatte, sondern „den Russen“ hätten die Verschwörer gedient. Hoxhas Äußerungen veranlassten eine neue Verfolgung, die 1982 zu einer neuen blutigen Säuberungswelle gegen „Spitzenverschwörer“ führte. Diese Säuberungen betrafen mit Shehu und Hazbiu die letzten verbliebenen Parteigenossen aus der Gründungsgeneration der PPSh.
Die wahren Umstände der Folterung und des Todes von Sejko wurden somit erst 1983 im Prozess gegen Hazbiu bekannt. Dieser berichtete, dass Sejko von dem Sigurimi-Offizier Rexhep Kolli sowie dem Staatsanwalt und Chefankläger Nevzat Haznedari aus der Haft zu einem Verhör abgeholt worden sei. Am Abend des Verhörtages sei ihm von Kolli und Haznedari mitgeteilt worden, dass Sejko an der Folgen der Folter mit einem Strick um seinen Hals verstorben sei. Der Sigurimi-Offizier Qemal Birçe ergänzte, dass an den Folterungen neben Kolli und Haznedari auch das ZK-Mitglied Mihallaq Ziçishti, Bruder des 1983 hingerichteten Gesundheitsministers Llambi Ziçishti, beteiligt war. Haznedari, Kolli und Ziçishti hätten Sejko den ganzen Tag über mit Hainbuchenästen am ganzen Körper geschlagen. Im Anschluss wurde der Bewusstlose von seinen Folterern nach Tirana verbracht, wo Birçe und Islam Gjondede, ein weiterer Sigurimi-Offizier, ihn auf Befehl Haznedaris mit einem Strick zu Tode würgten und verscharrten.
Sejko war nicht das einzige Familienmitglied, dass während der Herrschaft Hoxhas ein tragisches Ende erlitt. Seine Ehefrau Spresa Sejko beging wenige Stunden nach seiner Verhaftung Selbstmord durch den Sprung von einem Balkon. Sein jüngster Sohn Sokol Sejko wurde 1974 angeklagt, die Sprengung der Textilfabrik in Berat geplant zu haben, und deshalb hingerichtet. Ein anderer Sohn wurde wegen „Agitation und Propaganda gegen die Volksmacht“ zu einer achtjährigen Freiheitsstrafe verurteilt. Lediglich der jüngste Sohn Raimond Sejko überlebte und emigrierte in den 1990er Jahren in die USA.

## Hintergrundliteratur
- Blendi Fevziu: Enver Hoxha. The Iron Fist of Albania, (Biografische Notizen, S. 277), 2016, ISBN 978-0-85772-703-9